# سلنید گالیم (III)
سلنید گالیم(III) (به انگلیسی: Gallium(III) selenide) با فرمول شیمیایی Ga۲Se۳ یک ترکیب شیمیایی است. که جرم مولی آن ۳۷۶٫۳۳ g/mol می‌باشد. شکل ظاهری این ترکیب، بلورهای سیاه-قرمز است.